# Бриж
Бриж (хол. Brugge, фр. Bruges) је општина у Белгији у региону Фландрија у покрајини Западна Фландрија. Налази се на северозападу земље.
Историјски центар града се налази на листи Светске баштине УНЕСКО. Јајастог је облика и површине око 430 хектара. Површина целог града је нешто већа од 13.840 ha, укључујући 1.075 ha обале Зебрижа (хол. Zeebrugge). Према процени из 2007. у општини је живело 116.982 становника, од којих око 20.000 живи у историјском центру.
Бриж је користио спољашње луке касније кроз историју, али данас најважнија лука удаљено место Зебриж (што значи Бриж на мору). У Брижу се такође налази „Универзитет Европе“ (фр. Collège d'Europe).

## Историја
Име Бриж долази од старо-норвешке речи Бругја (Bryggja), која значи кеј. Прва грађевина на месту данашњег Брижа био је мост из римског доба. Ту је 892. никло насеље намењено одбрани од Нормана, под покровитељством грофова Фландрије.
Бриж има дугу историју као међународна трговачка лука. Ту се трговало енглеском вуном, вином из Гаскоње и тканинама из Фландрије. Лука средњовековног Брижа је била доступна до године 1050. Бриж је добио градске привилегије 1128. Велика поплава 1134. изменила је обалу Фландрије: дубоки канал је спајао Бриж са морем све до XV века.
Бриж је привукао трговце из долине Рајне, Хамбурга и Либека, тако да је град 1253. постао део трговачког удружења Ханзеатске лиге и постао не само трговачки, већ и финансијски центар Европе. Ханза је у Брижу отворила један од своја 3 контора (трговинско представништво у иностранству) у области Северног мора. Град су редовно посећивали трговци из целе Европе: Ђенова, Венеција, Фиренца, јужна Немачка, Кастиља, Португал, Шкотска. Градска берза је отворена 1309. и добила је име по породици Ван дер Беурсе у чијој је кући била смештена.
Стогодишњи рат (1337—1457) имао је за Фландрију економску позадину. Са њиховог гледишта, била је то борба великих сила за фламанску индустрију тканина и светску трговину у Брижу.
Од XV века у Брижу владају бургундске војводе, који су град довели до високог нивоа у култури, архитектури и привреди. Бриж је крајем Средњег века био најбогатији град севера Европе. Крајем века, канал од Брижа до мора је престао да буде плован због затрпавања песком. Бургундски двор се повукао из града. Цар Максимилијан I је ограничио градска права, а улога водећег привредног центра Фландрије је прешла у Антверпен. У периоду 1524—1713. Бриж је био под шпанском влашћу. Ратови против протестаната нанели су још један ударац граду, јер су се многи од њих одселили у Холандију. Бриж је ушао у период вековне стагнације.
Овде су редом владали Хабзбурзи (1713—1795), Француска (1795—1815) и Холандија (до 1830). Године 1830. Фландрија и Бриж су постали део новоосноване Краљевине Белгије. Бриж практично није учествовао у Индустријској револуцији. Од краја 19. века Бриж је почео да привлачи пажњу као град културе. Данас Бриж профитира због своје очуване архитектуре која је основ за туризам.

## Становништво
Према процени, у општини је 1. јануара 2015. живело 117.886 становника.
| 1984.  | 2000.  | 2010.  | 2015.  |
| ------ | ------ | ------ | ------ |
| 118146 | 116246 | 116741 | 117886 |

## Знаменитости
Већина средњовековне архитектуре у Брижу је остала неизмењена од времена изградње, слично као у Генту, али су грађевине у Брижу збијеније. Историјски центар Брижа се налази у Светској баштини УНЕСКО од 2000.
Најпознатија црква је Богородична црква (хол. Onze Lieve Vrouwekerk), чији је торањ, висок 122 метра, највиши Европски торањ од цигле.
Бриж је чувен по свом звонику из XIII века, у којем је општински карилион са 47 звона. Град запошљава звонара који свакодневно изводи бесплатне концерте.
У музејима Брижа налази се значајна колекција средњовековне и модерне уметности, а издваја се колекција фламаских уметника ране Ренесансе. Многи мајстори уметности, попут Ханс Мемлинка и Јан ван Ајка, живели су и радили у Брижу.
Овде се одржава Поворка Свете крви у Брижу, уврштена на УНЕСКО-ву репрезентативну листу нематеријалног културног наслеђа човечанства.

## Партнерски градови
- Саламанка
- Бургос

## Занимљивости
- Бриж је познат по изради чипке
- У Брижу играју два позната тима Белгијске фудбалске лиге: Клуб Бриж и Серкл Бриж
- Скулптура Мадона са дететом (Мадона из Брижа) је једино дело Микеланђела које је напустило Италију за време његовог живота

## Галерија
- Градска већница Брижа изграђена у готичком стилу
- Град Бриж
- Канали у Брижу
- Звоник у Брижу